# Kaliumsulfide
Kaliumsulfide is het kaliumzout van waterstofsulfide, met als brutoformule K2S. De stof komt voor als witte kristallen, die rood of bruin worden bij blootstelling aan lucht. 

## Synthese
Kaliumsulfide kan bereid worden door reactie van waterstofsulfide met kaliumhydroxide:
{\displaystyle {\ce {KOH + H2S -> KHS + H2O}}}
Het in eerste instantie ontstane kaliumwaterstofsulfide reageert verder tot kaliumsulfide:
{\displaystyle {\ce {KHS + KOH -> K2S + H2O}}}
Kaliumsulfide kan uit de oplossing omgekristalliseerd worden als pentahydraat.

## Eigenschappen en reacties
In water hydrolyseert kaliumsulfide tot kaliumhydroxide en kaliumwaterstofsulfide:
{\displaystyle {\ce {K2S + H2O -> KOH + KHS}}}
In contact met sterke zuren ontstaat via een exotherme reactie het onaangenaam ruikende waterstofsulfide:
{\displaystyle {\ce {K2S + 2H+ -> H2S + 2K+}}}
Kaliumsulfide reageert met zuurstof en water tot kaliumthiosulfaat:
{\displaystyle {\ce {2K2S + 2O2 + H2O -> K2S2O3 + 2KOH}}}

## Toxiciteit en veiligheid
Kaliumsulfide kan bij schokken, wrijving of stoten ontleden met een ontploffing tot gevolg. De stof kan spontaan ontbranden bij contact met lucht. Het vormt bij verbranding waterstofsulfide en zwaveloxiden. De stof ontleedt ook bij contact met zuren met vorming van zeer giftige en brandbare waterstofsulfide. De oplossing in water is een sterke base, ze reageert hevig met zuur en is corrosief. Kaliumsulfide reageert met oxiderende stoffen met vorming van zwaveldioxide.
De stof is corrosief voor de ogen, de huid en de luchtwegen. Inademing van kaliumsulfide kan longoedeem veroorzaken. Blootstelling aan hoge doses kan zelfs de dood veroorzaken. De effecten kunnen met vertraging optreden.